# Wilhelm Brandes (Politiker)
Wilhelm Brandes (* 8. Februar 1874 in Bodenburg; † 19. März 1944 in Wesermünde) war ein deutscher Gewerkschafter und Politiker (SPD).

## Biografie
Nach dem Besuch der Volksschule in Bodenburg absolvierte Brandes eine Lehre als Schuhmacher und ging danach auf Wanderschaft. Er arbeitete zunächst als Schuhmacher, wechselte später den Beruf und nahm eine Tätigkeit als Hafenarbeiter auf, die er bis 1911 ausübte. Im September 1898 trat er in die Gewerkschaft ein. Von April 1911 bis 1933 war er zunächst hauptamtlicher Kassierer des Transportarbeiterverbandes und dann Geschäftsführer des Verkehrsbundes in Bremerhaven.
Brandes trat im Oktober 1894 in die SPD ein. Er war von 1908 bis 1923 Vorsitzender der SPD in Geestemünde und von 1910 bis 1933 Vorsitzender der SPD-Wahlkreisorganisation Hannover 18 bzw. des SPD-Unterbezirkes. Nach der Novemberrevolution war er Mitglied des Arbeiterrates von Geestemünde. Er war von 1919 bis 1924 Stadtverordneter in Geestemünde und wurde dort zum Bürgervorsteher gewählt. Von 1924 bis 1933 war er Stadtverordneter in Wesermünde. Von 1925 bis 1928 war er Mitglied des Hannoverschen Provinziallandtages. Am 13. September 1921 wurde als Nachrücker Mitglied des Preußischen Landtages, dem er ununterbrochen bis 1933 angehörte. Nach der Machtübernahme der Nationalsozialisten wurde er im Juni 1933 kurzzeitig in „Schutzhaft“ genommen.